# 동경 103도
동경 103도(東經103度)는 본초 자오선에서 동쪽으로 103도 떨어진 경선이다. 북극점에서 시작하여 북극해, 아시아, 인도양, 남극해, 남극을 거쳐 남극점에 이른다.
동경 103도는 서경 77도와 이어져 지구의 둘레를 이룬다.
북극점에서 남극점까지 동경 103도선은 다음 지역을 지나간다.
| 좌표                                                    | 나라, 지역, 해역 | 주석                                                                       |
| ------------------------------------------------------- | ---------------- | -------------------------------------------------------------------------- |
| 북위 90° 0′ 동경 103° 0′  / 북위 90.000° 동경 103.000°  | 북극해           |                                                                            |
| 북위 80° 18′ 동경 103° 0′  / 북위 80.300° 동경 103.000° | 랍테프해         |                                                                            |
| 북위 79° 19′ 동경 103° 0′  / 북위 79.317° 동경 103.000° | 러시아           | 크라스노야르스크 지방 세베르나야제믈랴 제도의 볼셰비키섬                   |
| 북위 78° 11′ 동경 103° 0′  / 북위 78.183° 동경 103.000° | 카라해           |                                                                            |
| 북위 77° 33′ 동경 103° 0′  / 북위 77.550° 동경 103.000° | 러시아           | 크라스노야르스크 지방 이르쿠츠크주 부랴트 공화국                           |
| 북위 50° 18′ 동경 103° 0′  / 북위 50.300° 동경 103.000° | 몽골             |                                                                            |
| 북위 42° 1′ 동경 103° 0′  / 북위 42.017° 동경 103.000°  | 중화인민공화국   | 내몽골 자치구 간쑤성 칭하이성 — 약 7 km 간쑤성 쓰촨성 윈난성 쓰촨성 윈난성 |
| 북위 22° 28′ 동경 103° 0′  / 북위 22.467° 동경 103.000° | 베트남           |                                                                            |
| 북위 21° 4′ 동경 103° 0′  / 북위 21.067° 동경 103.000°  | 라오스           |                                                                            |
| 북위 17° 59′ 동경 103° 0′  / 북위 17.983° 동경 103.000° | 태국             |                                                                            |
| 북위 14° 13′ 동경 103° 0′  / 북위 14.217° 동경 103.000° | 캄보디아         | 본토와 코콩 섬                                                             |
| 북위 11° 15′ 동경 103° 0′  / 북위 11.250° 동경 103.000° | 타이만           |                                                                            |
| 북위 6° 58′ 동경 103° 0′  / 북위 6.967° 동경 103.000°   | 남중국해         |                                                                            |
| 북위 5° 48′ 동경 103° 0′  / 북위 5.800° 동경 103.000°   | 말레이시아       | 레당섬                                                                     |
| 북위 5° 45′ 동경 103° 0′  / 북위 5.750° 동경 103.000°   | 타이만           |                                                                            |
| 북위 5° 30′ 동경 103° 0′  / 북위 5.500° 동경 103.000°   | 말레이시아       |                                                                            |
| 북위 1° 45′ 동경 103° 0′  / 북위 1.750° 동경 103.000°   | 말라카 해협      |                                                                            |
| 북위 1° 4′ 동경 103° 0′  / 북위 1.067° 동경 103.000°    | 인도네시아       | 랑상섬, 테빙틴기섬, 수마트라섬                                             |
| 남위 4° 31′ 동경 103° 0′  / 남위 4.517° 동경 103.000°   | 인도양           |                                                                            |
| 남위 60° 0′ 동경 103° 0′  / 남위 60.000° 동경 103.000°  | 남극해           |                                                                            |
| 남위 65° 9′ 동경 103° 0′  / 남위 65.150° 동경 103.000°  | 남극             | 오스트레일리아령 남극 지역, 오스트레일리아가 영유권을 주장한다.            |

## 같이 보기
- 동경 102도
- 동경 104도